# 凱爾·萊瑟寧
凱爾·萊瑟寧（英語：Kyle Letheren；1987年12月26日—）是一位威爾士足球運動員。在場上的位置是守門員。他現在效力於英格蘭足球甲級聯賽球隊普利茅斯。他也代表威爾斯青年隊參賽。

## 外部連結
- Kyle Letheren profile at Plymouth Argyle FC
- Kyle Letheren profile（页面存档备份，存于） at Barnsley FC
- 足球数据库：凱爾·萊瑟寧的球员统计数据